# Bohócrém karácsonya
A Bohócrém karácsonya (eredeti cím: Terrifier 3) 2024-es amerikai karácsonyi természetfeletti horrorfilm, amelyet Damien Leone írt, vágott és rendezett. A Bohócrém 2. (2022) folytatása, valamint a Bohócrém-filmsorozat harmadik része. A főbb szerepekben David Howard Thornton, Lauren LaVera, Elliott Fullam és Samantha Scaffidi látható.
A Bohócrém 2. kritikai és kereskedelmi sikerét követően Leone elkezdte írni a harmadik filmet, és egy átívelő történetet készített. Leone szerette volna Victoria szerepét előtérbe helyezni, mivel sajnálta, hogy az első filmben a karakter nem volt kellőképpen kidolgozva. A forgatás 2024 februárjában kezdődött 2 millió dolláros költségvetésből, és áprilisban fejeződött be. 
A film világpremierje 2024. szeptember 19-én volt a Fantastic Festen. Az Amerikai Egyesült Államokban október 11-én mutatta be a Cineverse és az Iconic Events Releasing. Magyarországon november 28-án került mozikba a Vertigo Média Kft. forgalmazásában. 
Általánosságban pozitív véleményeket kapott a kritikusoktól. Világszerte 88,4 millió dolláros bevételt szerzett, ezzel minden idők legnagyobb bevételt hozó X-es besorolású filmje lett.

## Cselekmény
Miután Sienna Shaw lefejezte, Art, a bohóc fej nélküli teste lefejez egy rendőrt és eljut az elmegyógyintézetbe, ahol a túlélő Victoria Heyes, akit most a kis sápadt lány megszállt, éppen Art fejét szülte meg. Miután Art és Victoria visszaillesztik a fejét a testéhez, megölnek egy nővért és egy őrt, majd belépnek egy elhagyatott házba, és hibernációba esnek.
Öt évvel később Siennát kiengedik az elmegyógyintézetből, hogy nagynénjéhez, Jesshez, a férjéhez, Greghez és a lányukhoz, Gabbie-hez költözzön, aki bálványozza Siennát, de nem tud az átélt eseményekről. Sienna bűntudattól szenved, és gyakran hallucinál elhunyt legjobb barátnőjéről, Brooke-ról, akinek haláláért felelősnek érzi magát. Küzd azért, hogy újra kapcsolatba kerüljön öccsével, Jonathannal, aki most főiskolán van, és próbál továbblépni. Art és Victoria felébrednek álmukból, amikor két bontási munkás rájuk bukkan a házban. A duó megöli a munkásokat, Victoria pedig egy jelmezen kezd el dolgozni, míg Art újabb gyilkossági akcióba kezd. Art egy bárban találkozik egy Télapó-imitátorral, akit megöl, és elveszi tőle a jelmezt. Art ezután baltával brutálisan megöl egy családot a saját otthonukban. Reggel Art bevásárlóközpontban Télapónak adja ki magát, és ajándéknak álcázott robbanóanyaggal több embert megöl a bevásárlóközpontban, köztük sok gyereket. Sienna azt hiszi, hogy látja Artot a plázában álruhában a robbanás előtt, de nem szól neki.
Sienna meglátogatja Jonathant az egyetemen. Ott találkozik Jonathan szobatársával, Cole-lal és annak barátnőjével, Miával, aki egy bűnügyi podcast házigazdája. Mia nyomást gyakorol Siennára és Jonathanra, hogy vegyenek részt egy interjún a Miles megyei mészárlásról, de Sienna visszautasítja. Sienna bevallja Jonathannak, hogy szerinte Art még mindig él, és megmutatja Jonathannak a leveleket, amelyeket Art írt neki, amíg a pszichiátrián volt, és amelyekben az áll, hogy a démonok újjászülethetnek, és megszállhatják a Victoriához hasonló gazdatesteket. Azt is elmondja Jonathannak, hogy azt tervezi, visszatér a kísérteties látványossághoz, hogy visszaszerezze az apja kardját. Art megérkezik az egyetemre, és egy láncfűrésszel megöli Miát és Cole-t. Sienna a hírekből értesül a plázagyilkosságokról, és pánikba esik, követeli, hogy Jonathan térjen haza az egyetemről, és figyelmezteti a családot, hogy nincsenek biztonságban. Greg elmegy Jonathanért, miközben Sienna elalszik. Az apjáról álmodik, és arról, hogy az angyalok megmunkálják a harcos páncélt, amit a férfi rajzolt neki. Sienna arra ébred, hogy Jess és a férje odalent arról beszélgetnek, mit tegyenek a lány romló állapota miatt. Amikor besétál az étkezőbe, Sienna ehelyett Artot és Victoriát találja, akik Greg lefejezett és kizsigerelt testét díszítik a falhoz szegezve. Sienna elfut, de Art egy kalapáccsal ártalmatlanná teszi.
Amikor Sienna magához tér, Jess-szel együtt székekhez kötözve és betömve találja magát, Greg levágott fejét pedig csillagként használják a karácsonyfájukon. Victoria egy bőr nélküli fejet mutat nekik, amelyet patkányok fogyasztanak el, és elmondja neki, hogy az Gabbie-é. Art és Victoria ezután úgy ölik meg Jess-t, hogy egy csövet kalapálnak a torkába, patkányokat kényszerítenek bele, és elvágják a torkát. Art hirtelen belép Gabbie-val túszként, Victoria pedig azt állítja Siennának, hogy a fej Jonathané. Victoria töviskoronát tesz Sienna fejére, és megpróbálja megszállni, de a lány ellenáll, mert az akarata még nem tört meg. Victoria azt mondja Siennának, hogy nyissa ki a Gabbie-től kapott karácsonyi ajándékát. Sienna kiszabadul, és az apja kardjával, amelyet az ajándékba rejtett, elvágja Art torkát, és lefejezi Victoriát. Victoria vértócsája átégeti a padlót, és átjárót hoz létre a pokolba. Miközben Sienna és Art harcol, Gabbie beleesik, és a perembe kapaszkodik. Sienna végül előnyre tesz szert azzal, hogy felnyársalja Artot a falra, de otthagyja őt, hogy megmentse Gabbie-t, aki végül a karddal együtt a mélységbe zuhan. Art egy ablakon keresztül elmenekül, és felszáll egy városi buszra, Sienna pedig megfogadja, hogy megtalálja és megmenti Gabbie-t.

## Szereplők
| Szerep         | Színész                           | Magyar hang        |
| -------------- | --------------------------------- | ------------------ |
| Art, a bohóc   | David Howard Thornton             | Király Adrián      |
| Sienna Shaw    | Lauren LaVera                     | Koller Virág       |
| Sienna Shaw    | Luciana Elisa Quiñonez (fiatalon) | Schmidt Regina     |
| Jonathan Shaw  | Elliott Fullam                    | Nagy Gereben       |
| Victoria Heyes | Samantha Scaffidi                 | Kis-Kovács Luca    |
| Jess Shaw      | Margaret Anne Florence            | Nemes Takách Kata  |
| Greg Shaw      | Bryce Johnson                     | Varga Gábor        |
| Gabbie Shaw    | Antonella Rose                    | Hegedűs Johanna    |
| Adam Burke     | Chris Jericho                     | Harna Péter        |
| Télapó         | Daniel Roebuck                    | Várkonyi András    |
| járókelő       | Tom Savini                        |                    |
| Michael Shaw   | Jason Patric                      | Holl Nándor        |
| Jennifer       | Krsy Fox                          | Bogdányi Titanilla |
| Mia            | Alexa Blair Robertson             | Laudon Andrea      |
| Cole           | Mason Mecartea                    | Czető Ádám         |
| Evans rendőr   | Stephen Cofield Jr.               | Szrna Krisztián    |
| Smokey         | Clint Howard                      | Dézsy Szabó Gábor  |
| Műsorvezető    | Annie Lederman                    | Bittner Anett      |
| Eddie          | Bradley Stryker                   | Lovas Dániel       |
| Dennis         | Jon Abrahams                      | Bordás János       |

### Magyar változat
- Főcím: Galambos Péter
- Magyar szöveg: Petőcz István
- Hangmérnök: Halas Péter
- Vágó: Győrösi Gabriella
- Gyártásvezető: Masoll Ildikó
- Szinkronrendező: Kemendi Balázs
- Produkciós vezető: Jávor Barbara

A szinkront a Direct Dub Studios készítette el.

## A film készítése
2023 decemberében megerősítették, hogy Chris Jericho feltűnik a filmben. 2024 májusában bejelentették, hogy Tom Savini megjelenik a filmben. 2024 júniusában Jason Patric, 2024 júliusában Qntonella Rose, Krsy Fox, Clint Howard és Jon Abrahams csatlakozott a szereplőgárdához.
A forgatás 2024 februárjában kezdődött és 2024 áprilisában fejeződött be. 2024 június közepéig további jelenetek vettek fel New Yorkban.

## Bemutató
A Bohócrém karácsonya az Egyesült Államokban 2024. október 11-én került a mozikba a Cineverse által, amely 2023 júniusában szerezte meg a forgalmazási jogokat, és az Iconic Events Releasinggel együttműködve széles körű forgalmazásba került. Eredetileg október 25-re tervezték, de 2024. májusi időpontra előrehozták. A filmet a 2024 Fantastic Fest nyitóestjén, szeptember 19-én mutatták be. Egyes AMC mozikban a filmet a Bohócrém 2. című filmmel együtt dupla előadásként játszották, amelyet a film hivatalos zenéjének, az Ice Nine Kills „A Work of Art” című dalának klipbemutatója követett, amelyben a System of a Down basszusgitárosa, Shavo Odadjian is közreműködött, és ami a film október 11-i mozibemutatójával egyidőben jelent meg kislemezként.
A Cineverse kevesebb mint 5 millió dollárt költött a film megszerzésére és forgalmazására; a reklámköltségek 500 000 dollárt tettek ki (mivel a filmet nagyrészt a Cineverse Bloody Disgusting rajongótáborának és 30 csatornán keresztül 80 millió streaming-előfizetőnek ajánlották)[29], a további beszerzési költségeket pedig egy legfeljebb 3,67 millió dolláros kölcsönből fedezték, a kölcsönadó pedig a jogdíjak 15%-át kapta, a felső határa 6,4 millió dollár volt. A film lemondott a Motion Picture Association minősítéséről, hogy elkerülje az NC-17-es besorolást.

## Folytatás
2023-ban Damien Leone beszámolt egy lehetséges folytatás terveiről. 2024 szeptemberében Leone megerősítette, hogy a Bohócrém 4. fejlesztés alatt áll.